# For All the Dogs
For All the Dogs es el octavo álbum de estudio del Rapero y Cantante Canadiense Drake. Fue lanzado a través de OVO Sound y Republic Records el 6 de octubre de 2023. El álbum incluye apariciones especiales de Teezo Touchdown, 21 Savage, J. Cole, Yeat, SZA, PartyNextDoor, Chief Keef, Bad Bunny, Sexyy Red y Lil Yachty . La producción estuvo a cargo de Drake, Teezo Touchdown y Lil Yachty, junto con 40, Sango]], Oz, Bnyx, Southside, Boi-1da, Vinylz, Tay Keith, FnZ, Jahaan Sweet, el fallecido DJ Screw, Stwo, Gordo, Justin Raisen y The Alchemist, entre otros.
La Scary Hours Edition del álbum se lanzó el 17 de noviembre de 2023 y contiene seis pistas adicionales. Además, el 23 de noviembre de 2023, se lanzó la versión instrumental de las seis canciones que incluía Scary Hours Edition, como EP, en los servicios de streaming y para descarga gratuita en la web oficial. El álbum fue apoyado por cinco sencillos: «Slime You Out», «8AM in Charlotte», «Rich Baby Daddy», «First Person Shooter» y «You Broke My Heart» para Scary Hours Edition. Sigue a los dos álbumes de Drake que se lanzaron en 2022: su séptimo álbum de estudio, Honestly, Nevermind, y su álbum de estudio colaborativo con 21 Savage titulado Her Loss. A pesar de recibir críticas mixtas, For All the Dogs tuvo un buen desempeño comercial, debutando en el número uno en las listas de álbumes canadienses y Billboard 200 de Estados Unidos, entre otros países.

## Antecedentes y promoción
El 21 de enero de 2023, durante su concierto gratuito en el Teatro Apollo, Drake adelantó el lanzamiento de un álbum, diciendo que quería «despertar más emociones, tal vez este año». También respondió a la recepción negativa de sus álbumes anteriores, afirmando: «He pensado en un montón de cosas en la vida, pero en este momento ninguna de esas cosas me impide hacer música para [los fanes]».
El 23 de junio, Drake anunció que su libro de poesía titulado Titles Ruin Everything, que fue coescrito con el compositor Kenza Samir y previamente anunciado en el verano de 2022, se lanzaría el 14 de julio. Un día después, los anuncios completos en la portada del New York Post contenían un código QR incorporado. Al escanearlo, el código QR redirigió a una página de destino con una imagen de dos cachorros encima de una declaración: «I made an album to go with the book... They say they miss the old Drake, girl don't tempt me. For all the dogs» («Hice un álbum para acompañar el libro... Dicen que extrañan al viejo Drake, niña, no me tientes. Para todos los perros»). Su título pronto fue confirmado oficialmente por OVO y Republic.
Durante su actuación en Detroit el 9 de julio para el It's All a Blur Tour, su gira coestelar con 21 Savage, Drake anunció que Nicki Minaj aparecería en el álbum, lo que sin embargo no sucedió ya que la canción fue descartada a su vez para el quinto álbum de Minaj Pink Friday 2, que pasaría a ser «Needle». También anunció que Bad Bunny aparecería en el álbum durante su presentación en Los Ángeles el 13 de agosto, quien aparece en la canción «Gently». Ocho días después, Drake reveló la carátula del álbum, dibujada por su hijo, Adonis. El 22 de agosto, Amazon Music anunció en las redes sociales que el álbum se lanzaría en tres días y elogió a Adonis por el dibujo, pero la declaración fue eliminada más tarde. El 6 de septiembre, Drake confirmó que el álbum sería lanzado el 22 de septiembre. Dos días después del anuncio, compartió un vídeo de avance del álbum, que era una analepsis de su padre, Dennis Graham, actuando en la serie de televisión canadiense Stormy Monday with Danny Marks, a principios de los años 1990. Exactamente diez días después del anuncio, anunció que el álbum se retrasaría exactamente dos semanas debido a la gira en curso y se lanzaría el 6 de octubre. Drake reveló la lista de canciones el 5 de octubre, un día antes del lanzamiento del álbum.

### Sencillos
El sencillo principal del álbum, «Slime You Out», que presenta a la cantautora estadounidense SZA, fue lanzado el 15 de septiembre de 2023. La canción fue producida por el propio Drake y Noel Cadastre y coproducida por 40, Bnyx y Dalton Tennant. Debutó en el número uno del Billboard Hot 100, dándole a Drake su duodécimo sencillo número uno en Estados Unidos y a SZA el segundo.
El segundo sencillo del álbum, «8AM in Charlotte», fue lanzado el 5 de octubre de 2023. La canción fue producida por el director Williams y Mario Luciano y además producida por Jason Wool. El vídeo musical oficial fue lanzado a través de la cuenta de Instagram de Drake el mismo día. La canción debutó en el número 17 del Billboard Hot 100.
El tercer sencillo del álbum, «Rich Baby Daddy», que presenta al rapero estadounidense Sexyy Red y SZA, fue enviado a contemporary hit radio italiana el 13 de octubre de 2023. La canción fue producida por Gordo, Liohn y Klahr, y coproducida por Bnyx, Dougie F, Loud Pack y UV Killin Em. Debutó en el número 11 del Billboard Hot 100.
El cuarto sencillo del álbum, «First Person Shooter», que presenta a J. Cole, se envió a la lista Rhythmic el 31 de octubre de 2023. Debutó en el puesto número 1 del Hot 100. Lanzaron un vídeo musical el 15 de noviembre de 2023.

## Recepción de la crítica
For All the Dogs recibió una puntuación de 53 sobre 100 en el agregador de reseñas Metacritic según 13 reseñas de críticos, lo que indica una recepción «mixta o promedio».  Agregando nueve puntuaciones de críticos, AnyDecentMusic? calificó a For All the Dogs con un 4,7 sobre 10. Shahzaib Hussain de Clash elogió los «arrullos ahumados, la charla, la estática y los desvíos vertiginosos» mientras la «producción oscila entre el brillo esterilizado del estudio y una fusión terrenal de muestras de soul y tambores boom-bap» y comentó que si bien «este no es su certificado clásico del rap[,] sí señala un punto de inflexión». Will Hodgkinson de The Times llamó a Drake «un rapero realmente bueno» que «no puede evitar quejarse todo el tiempo».
Julianne Escobedo Shepherd, de Pitchfork, escribió que Drake «ha doblado sus esfuerzos una vez más en una mezcla de estilos (drill, underworld R&B, Playboi Carti flow) y, aparte de algunos destellos de brillantez, la música no puede salvarlo de sí mismo», afirmando que «la esencia de este inflado álbum de 23 pistas son sus propios agravios y la falta de contraste de actualidad». Mosi Reeves de Rolling Stone consideró que hay «evidencias de un buen álbum en algún lugar dentro de la hinchazón de hora y media que es For All the Dogs», pero resumió el álbum como «serpenteante».
Tim Sendra de AllMusic escribió que «Drake vuelve a su modus operandi habitual de ritmos lentos como el caramelo masticable, rapeos alternativamente agresivos y taciturnos, y temas que van desde lo genial que es Drake hasta lo rico que es Drake y lo incomprendido que es Drake, con algún que otro fragmento.de misoginia añadido como la cereza podrida de la torda».  Nadine Smith de The Independent descubrió que «la mezquindad infantil y las inseguridades adolescentes que alguna vez fueron entrañables en su juventud ahora parecen cansadas e inmaduras. En lugar de relajarse y calmarse cuando se acerca a los cuarenta», el álbum «lo ve actuando más que nunca, de maneras que frecuentemente apestan no sólo a inseguridad, sino también a absoluta misoginia».

## Portada
La portada de For All the Dogs fue diseñada por el hijo de Drake, Adonis. Muestra a un perro con malvados ojos rojos erguido. Adonis la describió como «una obra despreocupada». Drake calificó el trabajo como «una inspiración para su álbum Views de 2016». Drake dedicó la obra de arte a su obra de quinto grado que muestra un gato con ojos azules.

## Desempeño comercial
En Canadá, el país natal de Drake, For All the Dogs debutó en el número uno de los álbumes canadienses de Billboard, marcando el decimocuarto álbum número uno de Drake en el país. El álbum también debutó en el número uno en el Billboard 200 de EE. UU. con 402 000 unidades equivalentes a álbumes, incluidas 10 000 ventas de álbumes puros. El álbum obtuvo un total de 514 millones de reproducciones bajo demanda en la semana de debut, lo que resultó en la semana de transmisión más grande de 2023 para cualquier álbum y la cuarta más grande de la historia. For All the Dogs es el decimotercer álbum número uno de Drake en Estados Unidos. Las 23 pistas debutaron en el Billboard Hot 100, y siete de ellas aparecieron entre los diez primeros. Drake también se convirtió en el primer artista en contar al menos 300 entradas del Hot 100. Con For All the Dogs, Drake amplió muchos de sus récords en las listas Hot 100, incluida la mayor cantidad de éxitos entre los cinco primeros (41), los diez primeros (76), los 20 primeros (132), los 40 primeros (199) y títulos registrados en general (320). En su segunda semana, el álbum permaneció entre los diez primeros en el Billboard 200 de EE. UU. y cayó al número dos, ganando 164 000 unidades equivalentes a álbumes. Después del lanzamiento de la edición de lujo, For All the Dogs Scary Hours Edition, el álbum volvió al número uno en el Billboard 200, con 145 000 unidades equivalentes a un álbum. For All the Dogs debutó en el número dos en la nueva lista Billboard Top Streaming Albums del 28 de octubre. La semana siguiente, el álbum alcanzó el número uno en la lista. Al 27 de diciembre de 2023, For All the Dogs fue el decimoctavo álbum más vendido del año según Hits, movió un total de 1 121 000 unidades equivalentes a álbumes, incluidas 13 000 ventas de álbumes puros, 53 000 ventas de canciones, 1422 millones de copias de audio. transmisiones bajo demanda y 49 millones de transmisiones de video bajo demanda. También le dio a Drake su sexto álbum número uno en el Reino Unido y marcó su segundo álbum que encabeza las listas en menos de un año, luego de su álbum colaborativo con 21 Savage titulado Her Loss (2022). En su segunda semana, el álbum se mantuvo entre los diez primeros en el Reino Unido y cayó al número tres.

## Lista de canciones
| For All the Dogs |                                          |          |  |
| N.º              | Título                                   | Duración |  |
| 1.               | «Virginia Beach»                         | 4:11     |  |
| 2.               | «Amen» (feat. Teezo Touchdown)           | 2:21     |  |
| 3.               | «Calling For You» (feat. 21 Savage)      | 4:45     |  |
| 4.               | «Fear of Heights»                        | 2:35     |  |
| 5.               | «Daylight»                               | 2:44     |  |
| 6.               | «First Person Shooter» (feat. J. Cole)   | 4:07     |  |
| 7.               | «IDGAF» (feat. Yeat)                     | 4:20     |  |
| 8.               | «7969 Santa»                             | 4:19     |  |
| 9.               | «Slime You Out» (feat. SZA)              | 5:10     |  |
| 10.              | «Bahamas Promises»                       | 3:04     |  |
| 11.              | «Tried Our Best»                         | 3:29     |  |
| 12.              | «Screw The World - Interlude»            | 1:52     |  |
| 13.              | «Drew A Picasso»                         | 4:22     |  |
| 14.              | «Members Only» (feat. PartyNextDoor)     | 4:37     |  |
| 15.              | «What Would Pluto Do»                    | 3:02     |  |
| 16.              | «All The Parties» (feat. Chief Keef)     | 3:38     |  |
| 17.              | «8am In Charlotte»                       | 4:26     |  |
| 18.              | «BBL Love - Interlude»                   | 2:41     |  |
| 19.              | «Gently» (feat. Bad Bunny)               | 2:13     |  |
| 20.              | «Rich Baby Daddy» (feat. Sexyy Red, SZA) | 5:19     |  |
| 21.              | «Another Late Night» (feat. Lil Yachty)  | 2:50     |  |
| 22.              | «Away From Home»                         | 4:18     |  |
| 23.              | «Polar Opposites»                        | 4:17     |  |
| 84:50            |                                          |          |  |

### Scary Hours Edition
| For All the Dogs Scary Hours Edition |                             |          |  |
| N.º                                  | Título                      | Duración |  |
| 1.                                   | «Red Button»                | 2:40     |  |
| 2.                                   | «Stories About My Brother»  | 4:24     |  |
| 3.                                   | «The Shoe Fits»             | 6:14     |  |
| 4.                                   | «Wick Man»                  | 3:01     |  |
| 5.                                   | «Evil Ways» (feat. J. Cole) | 3:47     |  |
| 6.                                   | «You Broke My Heart»        | 3:50     |  |
| 108:48                               |                             |          |  |

| For All the Dogs Scary Hours Edition (instrumental) |                             |          |  |
| N.º                                                 | Título                      | Duración |  |
| 1.                                                  | «Red Button»                | 2:40     |  |
| 2.                                                  | «Stories About My Brother»  | 4:24     |  |
| 3.                                                  | «The Shoe Fits»             | 6:14     |  |
| 4.                                                  | «Wick Man»                  | 3:01     |  |
| 5.                                                  | «Evil Ways» (feat. J. Cole) | 3:47     |  |
| 6.                                                  | «You Broke My Heart»        | 3:50     |  |
| 23:58                                               |                             |          |  |

Créditos de samples
- «Virginia Beach» contiene muestras de «Wiseman», escrita por Christopher Breaux y James Ho, interpretada por Frank Ocean.
- «Calling for You» contiene muestras de «Livin Without You», escrita por Nohelani Cypriano y Dennis Graue, interpretada por Nohelani Cypriano; una muestra de «Calling 4 You (Freestyle)», escrita por Francis Leblanc, interpretada por Fridayy; y una muestra no acreditada de «Shake it to the Ground», escrita por Charles Smith y Ryeisha Berrain, interpretada por Blaqstarr y Rye Rye.[47]
- «Fear of Heights» interpola una muestra no acreditada de «Can Your Pussy Do The Dog?», escrita por Poison Ivy Rorschach y Lux Interior, interpretada por The Cramps.[48]
- «Daylight» contiene muestras no acreditadas de diálogos de Scarface (1983), escrito por Oliver Stone, interpretado por Al Pacino.[49][50]
- «First Person Shooter» contiene muestras de «Look Me in the Eyes», escrita por Joe Washington Jr., interpretada por Joe Washington y Wash y «Redemption» de Snorre Tidemand.
- «IDGAF» contiene muestras de «The Tunnel», escrita por Norma Winstone y John Taylor, interpretada por Azimuth.[51]
- «7969 Santa» contiene muestras de « I Don't Like», escrita por Keith Cozart, Tavares Taylor y Tyree Pittman, interpretada por Chief Keef y Lil Reese.
- «Screw the World» contiene muestras de «If I Ruled the World», escrita por Robert Earl Davis Jr., interpretada por DJ Screw, y muestras de «If I Ruled the World (Imagine That)», escrita por Nasir Jones. Kurtis Walker, Samuel Barnes y Jean-Claude Olivier, interpretados por Nas y Lauryn Hill.
- «Drew a Picasso» contiene muestras de «The Motion», escrita por Aubrey Graham, Noah Shebib y Sampha Sisay, interpretada por Drake.
- «All the Parties» contiene una interpolación no acreditada de «West End Girls», escrita por Neil Tennant y Chris Lowe, interpretada por Pet Shop Boys.[47]
- «8am in Charlotte» contiene muestras de «A Faithful Spirit», escrita por Nichol Eskridge de la Polyphonic Music Library.
- «Rich Baby Daddy» contiene una interpolación de « Dog Days Are Over», escrita por Florence Welch e Isabella Summers, interpretada por Florence + the Machine.
- «You Broke My Heart» contiene muestras de «Stoned Love», escrita por Frank Wilson y Kenny Thomas, interpretada por The Supremes .

## Personal
Músicos
- Drake - voz
- 40 – teclados (pistas 1, 3, 9, 13, 14), batería (1, 3, 13, 14), bajo (9)
- Harley Arsenault – batería, teclados (1)
- Monique Avant - voz (3)
- Baby M - voces adicionales (3)
- JayStolaa - batería (3)
- PowrTrav – batería (3)
- Cash Cobain - batería (3)
- Gent! – batería (3, 15), teclados (15)
- Adonis - voces adicionales (5)
- Vinylz – batería, teclados (6)
- FnZ – batería, teclados (6)
- Coleman - batería, teclados (6)
- Boi-1da – batería, teclados (6)
- Tay Keith - batería, teclados (6)
- Oz – teclados (6)
- Teezo Touchdown - voces adicionales (8), coros (18)
- Nyan Lieberthal – voces adicionales, teclados (8)
- Snoop Dogg - voces adicionales (8)
- Alex Lustig - teclados (8)
- Dalton Tennant – bajo, teclados (9)
- Noel Catastro – bajo, batería, teclados (9)
- JeRonelle - voces adicionales (10, 11, 23)
- Eli Brown - batería, teclados (13)
- Sauceboy - batería (13)
- Joven Troy - batería (13)
- Tommy Parker - batería (13)
- TheBoyKam - batería (13)
- Dnny Phntm - batería (13)
- Steven Vidal – batería, teclados (14)
- Lil Yachty - coros (15)
- Bangs – batería, teclados (15)
- Bnyx – batería, teclados (15)
- Chief Keef - voces adicionales (16)
- June Audrey Raisen - voces adicionales (22)

Técnico
- Chris Atenas – masterización
- Dave Huffman - masterización (1–8, 10–23)
- Noel Cadastre - mezcla (1–11, 13, 15–20, 22, 23), ingeniería (todas las pistas)
- Noah Shebib – mezcla (1–3, 10–14, 17–22)
- Héctor Castro – ingeniería (9)
- Oupsing: ayuda para mezclar (1–8, 10–23)
- Jad El Khoury – asistencia de ingeniería (9)

## Posicionamiento en lista

### Semanal
| Grafica (2023)                          | Pico de posición |
| --------------------------------------- | ---------------- |
| Australia (ARIA)                        | 1                |
| Australian Hip Hop/R&B Albums (ARIA)    | 1                |
| Austria (Ö3 Austria)                    | 2                |
| Bélgica (Ultratop flamenca)             | 5                |
| Bélgica (Ultratop valona)               | 2                |
| Canadá (Billboard Canadian Albums)      | 1                |
| Dinamarca (Hitlisten)                   | 1                |
| Países Bajos (Album Top 100)            | 1                |
| Finlandia (Suomen Virallinen Lista)     | 6                |
| Francia (SNEP)                          | 2                |
| Alemania (Offizielle Top 100)           | 5                |
| Hungría (MAHASZ)                        | 3                |
| Icelandic Albums (Tónlistinn)           | 2                |
| Irlanda (OCC)                           | 1                |
| Italia (FIMI)                           | 1                |
| Lithuanian Albums (AGATA)               | 2                |
| Nueva Zelanda (Recorded Music NZ)       | 1                |
| Nigerian Albums (TurnTable Top 50)      | 12               |
| Noruega (VG-lista)                      | 1                |
| España (PROMUSICAE)                     | 15               |
| Suecia (Sverigetopplistan)              | 2                |
| Suiza (Schweizer Hitparade)             | 2                |
| Reino Unido (UK Albums Chart)           | 1                |
| Reino Unido (UK R&B Albums)             | 3                |
| Estados Unidos (Billboard 200)          | 1                |
| Estados Unidos (Top R&B/Hip-Hop Albums) | 1                |

|